# Cigaritis zohra
Cigaritis zohra är en fjärilsart som beskrevs av Donzel 1847. Cigaritis zohra ingår i släktet Cigaritis och familjen juvelvingar. Inga underarter finns listade i Catalogue of Life.